# 安井順平
安井 順平（やすい じゅんぺい、1974年3月4日 - ）は、日本の俳優、お笑いタレント。東京都出身。ワタナベエンターテインメント所属。

## 来歴
- 1995年、杉崎政宏とお笑いコンビ「アクシャン」を結成。
- 2000年、｢TOKYO JAM COMPANY｣に参加。
- 2002年8月、アクシャンを活動停止。その後ピン芸人として活動。
- 2007年、劇団イキウメ主宰の「散歩する侵略者」に客演。以降の作品にも客演として参加。
- 2007年、NHK新人演芸大賞にて決勝進出。
- 2011年末より、劇団員としてイキウメに参加。
- 2014年、第21回読売演劇大賞優秀俳優賞を受賞。

## 芸風
細かい演技と独特の切り口の一人コントをする。エンタの神様では「あれはあれでいいのかね〜?」で始まる漫談などがある。

## 出演

### バラエティ
- 爆笑オンエアバトル（NHK総合）（アクシャン時代）
- エンタの神様（日本テレビ）キャッチコピーは「Mr.あれでいいのか?」
- エンタの天使（日本テレビ）キャッチコピーは「うんざりデリバリー発注」
- 笑軍コロシアム渡辺笑会（フジテレビ）
- ものまね王座決定戦（フジテレビ）
- 登龍門F（フジテレビ）
- 第41回初詣!爆笑ヒットパレード内の新春ゴールデンピンクカーペット（フジテレビ）キャッチコピーは「あぁ 切ないなぁ」
- NHK新人演芸大賞（NHK総合）
- 爆笑ピンクカーペット（フジテレビ）キャッチコピーは「孤独な男の千変万化」

### テレビドラマ
- 世にも奇妙な物語`08秋の特別編（2008年、フジテレビ） ‐ 「行列のできる刑事」天野透 役
- ケータイ捜査官7（テレビ東京） ‐ 八犬士 役
- ツジツマ（テレビ朝日） ‐ 「魔法の天使　後藤幸男」先輩 役
- 左目探偵EYE（2009年10月3日、日本テレビ）
- デカワンコ（2011年3月26日、日本テレビ）
- スミレ刑事の花咲く事件簿 epsode 0（2011年3月27日、フジテレビTWO） ‐ 小島洋介 役
- ティーンコート（2012年1月17日、日本テレビ） ‐ 裁判長 役
- レジデント〜5人の研修医（2012年11月15日、TBS） ‐ 葉山医師 役
- 殺しの女王蜂（2013年10月25日、テレビ東京）
- 戦力外捜査官（2014年2月8日、日本テレビ） ‐ 木場英治 役
- 太鼓持ちの達人〜正しい××のほめ方〜 第9話（2015年3月9日、テレビ東京） ‐ 江瀬員太郎 役
- ナイトヒーロー NAOTO 第8話（2016年6月11日、テレビ東京）- 横山 役
- A LIFE〜愛しき人〜（2017年、TBS） ‐ 黒谷亮 役
- 植木等とのぼせもん（2017年） - 青島幸男 役
- 予兆 散歩する侵略者（2017年9月19日 - 10月17日、WOWOW） ‐ 小森医師 役
- 海月姫（2018年1月15日 - 3月19日、フジテレビ） ‐ 佐々木公平 役
- 99.9-刑事専門弁護士- SEASON II 第3話（2018年1月28日、TBS） - 松井検事 役
- やけに弁の立つ弁護士が学校でほえる 第3話（2018年5月5日、NHK） ‐ 五十嵐啓吾 役
- 連続テレビ小説（NHK） 
  - 半分、青い。（2018年） ‐ 真鍋 役
  - ちむどんどん 第92話（2022年8月16日）- 坂田学 役
  - ブギウギ（2023 ｰ 2024年） - 辛島一平 役[1]
- リーガルV〜元弁護士・小鳥遊翔子〜（2018年） - 富樫博之 役
- フェイクニュース あるいはどこか遠くの戦争の話（2018年10月、NHK） - 清水功 役
- 獣になれない私たち 第3話・第8話（2018年10月24日・11月28日、日本テレビ） ‐ 根元陽太 役
- KBOYS（2018年10月 - 12月、朝日放送テレビ） - マスター 役
- サイレント・ヴォイス 行動心理捜査官・楯岡絵麻（2018年12月15日、BSテレ東）  - 三嶋裕貴 役
- よつば銀行 原島浩美がモノ申す！〜この女に賭けろ〜（2019年） ‐ 利根崎清志 役
- 盤上のアルファ（2019年） ‐ 鶴巻吾郎 役
- わたし旦那をシェアしてた（2019年） ‐ 室井正樹 役
- ボイス 110緊急指令室（2019年7月13日、日本テレビ） - 落合智明 役
- 歪んだ波紋（2019年11月3日 - 12月22日、NHK・BSプレミアム） - 吉川仁 役
- 病室で念仏を唱えないでください（2020年1月17日 - 3月20日、TBS） - 瀬川修二 役
- レンタルなんもしない人（2020年） ‐ 牧野文一 役
- 極主夫道（2020年、読売テレビ） - 佐渡島幸平 役[2]
  - 極主夫道 爆笑!カチコミSP（2022年） [3]
- きれいのくに（2021年） ‐ 平野医師 役
- 大河ドラマ
  - 青天を衝け（2021年、NHK） - 益田孝 役[4]
  - 光る君へ（2024年、NHK） - 三国若麻呂 役[5]
- 顔だけ先生（2021年、東海テレビ） - 蟹江安樹 役
- アバランチ 第1話（2021年10月18日、関西テレビ） - 風間道明 役
- めざましドラマ「めぐる。」（2021年12月6日 - 12月17日、フジテレビ）[6]
- 踊り場にて（2021年12月30日、フジテレビ） - 小出 役
- ドクターホワイト 第5話 -（2022年2月14日 - 、関西テレビ） - 藤島大器 役
- 正直不動産 第2話（2022年4月12日、NHK）- 二階堂 役
- 妖怪シェアハウス-帰ってきたん怪- 第4話・第7話（2022年4月30日・5月21日、テレビ朝日） - 山びこ / 上竜樹 役[7]
- エルピス 第3話・第7話・第8話・第10話 (2022年11月7日・12月5日・12月12日・12月26日、関西テレビ） - 平川勉 役
- silent 第7話 （2022年11月17日、フジテレビ）- 出版社の社員 役
- 七人の秘書 SP（2022年） - 中鉢琢磨 役
- 女神の教室〜リーガル青春白書〜 第1話・第3話・第5話・第6話（2023年1月9日・23日・2月6日・13日、フジテレビ） - 津山邦彦 役[8]
- 合理的にあり得ない 〜探偵・上水流涼子の解明〜 第3話（2023年5月1日、関西テレビ・フジテレビ系） - 新井大輔 役
- 弁護士ソドム 第4話（2023年5月19日、テレビ東京） - 横山英之 役
- 0.5の男 第4話（2023年6月18日、WOWOW） - 岸田 役
- 消せない「私」-復讐の連鎖- 第2話・第3話（2024年1月13日・20日、日本テレビ） - 米沢俊介 役
- 万博の太陽（2024年3月24日、テレビ朝日） - 山本留吉 役[9]
- アンメット ある脳外科医の日記（2024年4月15日 - 6月24日、関西テレビ・フジテレビ） - 藤堂利幸 役[10]
- 藤子・F・不二雄 SF短編ドラマ シーズン2「あいつのタイムマシン」（2024年5月5日、NHK BS）[11]
- わたしの宝物 第2話 - （2024年10月24日 - 、フジテレビ） - 真鍋修一 役
- オクトー 〜感情捜査官 心野朱梨〜 Season2 第6話 - 最終話（2024年11月7日 - 12月12日、読売テレビ・日本テレビ系） - 山神淳 役[12]
- あのクズを殴ってやりたいんだ 第6話 - 第9話（2024年11月12日 - 12月3日、TBS） - 朝倉修太郎 役[13]
- 民王R 第6話・第7話（2024年11月26日・12月3日、テレビ朝日系） - 堀田豊 役[14][15]
- プライベートバンカー（2025年1月9日 - 3月6日、テレビ朝日） - 天宮寺努 役[16]
- キャスター 第5話（2025年5月11日、TBS） - 駒井徹史 役[17]
- 能面検事 第6話 - 最終話（2025年8月15日 - 29日〈予定〉、テレビ東京） - 笹清政市 役[18]
- 無用庵隠居修行9（2025年9月23日〈予定〉、BS朝日4K） - 曽根忠信 役[19]

### Webドラマ
- 踊る大宣伝会議、或いは私は如何にして踊るのを止めてゲームのルールを変えるに至ったか。[注 1] Season2（2015年、ネスレシアター）[20][21]  - 三田英樹 役
- 新聞記者（2022年1月13日配信、Netflix）- 官邸報道室長 役
- 君に届け（2023年3月30日配信、Netflix） - 真田源次 役[注 2][22]
- 地面師たち（2024年7月25日、Netflix）阿比留剛 役
- インフォーマ -闇を生きる獣たち-（2024年11月7日 - 、ABEMA） - ヨシダ 役[23]

### 映画
- ゴッドタン キス我慢選手権 THE MOVIE2 サイキックラブ（2014年10月17日） - 順平 役
- ジョーカー・ゲーム（2015年1月31日）
- 俺物語!!（2015年10月31日）
- シネマの天使 （2015年11月7日） - 新見 役[24]
- 世界は今日から君のもの （2017年7月15日）
- こいのわ 婚活クルージング （2017年11月18日）
- 夏の夜空と秋の夕日と冬の朝と春の風（2019年10月25日）-小林博史 役[25]
- 燃えよ剣（2021年10月15日[26]） - 山南敬助 役[27]
- 余命10年（2022年3月4日、ワーナー・ブラザース映画） - 茉莉が面接を受けた会社の人事担当者 役
- 極主夫道 ザ・シネマ（2022年6月3日、ソニー・ピクチャーズ エンタテインメント） - 佐渡島幸平 役[28][29][30]
- 生きててごめんなさい（2023年2月3日、渋谷プロダクション） - 西川洋一 役[31]
- シャイロックの子供たち（2023年2月17日、松竹） - 堂島俊介 役
- 赤羽骨子のボディガード（2024年8月2日、松竹） - 鍋沢 役[32]
- ベートーヴェン捏造（2025年9月12日公開予定、松竹） - ジークフリート・ヴィルヘルム・デーン 役[33]
- ブルーボーイ事件（2025年11月14日公開予定、日活 / KDDI） - 時田孝太郎 役[34][35]

### 短編映画
- 世田谷ラブストーリー（2015年1月）
- Chime（2024年8月2日、Stranger） - 佐久間 役[36]

### ライブ
- WEL〜ワタナベエンターテインメントライブ〜
- WEL〜ワタナベエンターテインメント〜OUT　OF　ORDER
- CONTE IN JAPAN FES.

### 舞台
- 店長と万引き犯と不思議な面々。（2007年）
- 散歩する侵略者（2007年9月12日 - 16日、東京・青山円形劇場 / 9月29日 - 30日、大阪・HEP HALL） - 加瀬真治 役
- 表と裏と、その向こう（2008年7月、紀伊國屋ホール / 西鉄ホール / HEPHALL）
- ある喫茶店での不思議な情事。（2008年）
- 心霊探偵八雲 いつわりの樹（2008年3月6日 - 13日、東京・青山円形劇場） - 望月利樹 役
- 表と、裏と、その向こう（2008年7月2日 - 6日、東京・紀伊國屋ホール / 7月12日 - 13日、福岡・西鉄ホール / 7月18日 - 20日、大阪・HEP HALL） - 小松崎 役
- ねじれた航海（2008年11月、THEATER TOPS）
- NHKシアターコレクション’09イキウメ短篇集（2009年1月24日・25日、NHKふれあいホール）
- 関数ドミノ（2009年5月、赤坂レッドシアター）
- 三月の5日間（2010年1月、赤坂レッドシアター）
- プランクトンの踊り場（2010年5月、赤坂レッドシアター / 大阪HEPHALL）
- 図書館的人生Vol.3食べ物連鎖（2010年10～11月、シアタートラム / 大阪HEPHALL / 広島アステールプラザ中ホール / 福岡西鉄ホール）
- 散歩する侵略者（2011年4～6月、KAAT神奈川芸術劇場 / シアタートラム / ABCホール / 北九州芸術劇場中劇場）
- 太陽（2011年11～12月、青山円形劇場 / ABCホール）
- ミッション（2012年5～6月、シアタートラム / ABCホール / 西鉄ホール）
- The Library of Life〜まとめ＊図書館的人生（上）〜（2012年11～12月、東京芸術劇場シアターイースト / 大阪ABCホール / 北九州芸術劇場中劇場）
- 獣の柱～まとめ＊図書館的人生（下）～（2013年5月～6月、東京芸術劇場シアターイースト / 北九州芸術劇場中劇場 / 大阪ABCホール）
- 地下室の手記（2013年7月～8月、赤坂レッドシアター / HEPHALL）
- 片鱗（2013年11～12月、青山円形劇場 / ABCホール / 西鉄ホール）
- 関数ドミノ（2014年5～6月、シアタートラム / ABCホール / 新潟市民芸術文化会館）
- 新しい祝日（2014年11月～12月、東京芸術劇場 / 大阪ABCホール）
- 地下室の手記（一人芝居版）（2015年2月～3月、赤坂RED / THEATER / HEP HALL）
- 聖地X（2015年5月～6月、シアタートラム / ABCホール）
- 語る室（2015年9月～10月、東京芸術劇場シアターイースト / ABCホール）
- バグダッド動物園のベンガルタイガー（2015年12月、新国立劇場小劇場）
- 太陽（2016年5月～6月、シアタートラム / ABCホール）
- コントマンシップ カジャラ KAJALLA #1 「大人たるもの」（2016年）
- 遠野物語・奇ッ怪 其の参（2016年10月～11月、世田谷パブリックシアター / りゅーとぴあ新潟市民芸術文化会館劇場 / 兵庫県立芸術文化センター阪急中ホール / 岩手県民会館 大ホール / イズミティ21 小ホール）
- 生きてる時間（2017年2月、あうるすぽっと）
- 天の敵（2017年5月～6月、東京芸術劇場シアターイースト / ABCホール）
- プレイヤー （2017年8月～9月、Bunkamuraシアターコクーン / 森ノ宮ピロティホール / 静岡市民文化会館 中ホール）
- 散歩する侵略者（2017年10月～12月、シアタートラム / ABCホール / 北九州芸術劇場中劇場）
- 図書館的人生Vol.4 襲ってくるもの（2018年5月～6月、東京芸術劇場シアターイースト / ABCホール）
- 睾丸（2018年7月～8月、東京芸術劇場シアターウエスト / りゅーとぴあ新潟市民芸術文化会館劇場 / えずこホール / いわき芸術文化交流館アリオス 中劇場）
- CO.JP（2018年12月、六本木スーパー・デラックス）
- 獣の柱（2019年5月～6月、シアタートラム / サンケイホールブリーゼ）
- 終わりのない（2019年10月～12月、世田谷パブリックシアター / 兵庫県立芸術文化センター阪急 中ホール / メディキット県民文化センター 演劇ホール）
- ずれる（2025年5月〜6月、シアタートラム / ABCホール）[37]
- 最後のドン・キホーテ THE LAST REMAKE of Don Quixote（2025年9月〜11月〈予定〉、KAAT神奈川芸術劇場 ホール / オーバード・ホール 大ホール / J:COM北九州芸術劇場 中劇場 / SkyシアターMBS）[38]

### CM
- ロマンシング サガ リ・ユニバース（2019年12月 - 〈予定〉）
- 旭化成 はみだせ！うみだせ！旭化成（2025年3月 - ）- 上司 役（中島歩らと共演）[39]